# Ursus americanus hamiltoni
Ursus americanus hamiltoni és una subespècie de l'os negre americà (Ursus americanus). És més gros que els seus parents continentals: pesa entre 90 i 270 kg, amb una mitjana de 135 kg. Es troba a Nord-amèrica: l'illa de Terranova. És la subespècie d'os amb un dels períodes més llargs d'hibernació de tot Nord-amèrica.